# IATF 16949
Стандартът ISO/TS 16949 обединява общи изисквания към системите за управление на качеството в автомобилната промишленост и е създаден на основата на стандарта ISO 9001. От 1 октомври 2016 година е заменен изцяло от стандарта IATF 16949.
Даденият стандарт е разработен съвместно с членовете на IATF (на английски: International Automotive Task Force) и издаден заедно с ISO във вид на техническа спецификация и се прилага към всички звена в производството на автомобили.
В България стандартът е издаден като СД ISO/TS16949:2010.

## История
Създаването на този стандарт се налага поради необходимостта от хармонизиране на системите за управление на качеството в автомобилната промишленост. Наличието на различни организации на автомобилостроителите и техните доставчици в различните страни като VDA (Германия), AIAG (Северна Америка), AVSQ (Италия), FIEV (Франция), SMMT (Великобритания) означава, че сертифицирането по изискванията на всяка от тези организации би довело до проблеми за производителите. Така например един производител от Германия, който доставя на БМВ и Крайслер, трябва да създаде своя система за качество, която да отговаря на изискванията както на VDA, така и на AIAG (Стандарт QS9000).
Поради това е взето решение към стандарта ISO 9001:1994 да се добавят допълнителни изисквания за автомобилната промишленост, вследствие на което през 1999 година е издаден първият стандарт ISO/TS 16949. По-късно той претърпява няколко промени и през 2016 година е подменен от стандарта IATF 16949:2016.

## Сертифициране
Стандартът ISO/TS 16949 може да се прилага по цялата верига на доставки на автомобилната промишленост. Сертифицирането се извършва съгласно правилата на IATF. Сертификатът важи три години и всяка година трябва да бъде потвърждаван от сертифицирани одитори. След изтичането на трите години следва ресертифициране и ново потвърждение всяка година.

### Значение
Наличието на сертификат трябва да повиши доверието на (потенциални) клиенти към производителя. Един доставчик без сертификат почти няма шанс да доставя серийни части за доставчик на автомобилни възли или още повече на производител на автомобили. Производителите, които са членове на IATF, изискват сертифициране по този стандарт от своите доставчици. Изискването обхваща не само за директните доставчици, но и доставчиците на доставчиците и т.н.